# Movimiento Islandés - Tierra Viva
El Movimiento Islandés - Tierra Viva (islandés: Íslandshreyfingin – lifandi land) es un partido político de tendencia verde en Islandia fundado por el periodista y ecologista Ómar Ragnarsson y Margrét Sverrisdóttir el 22 de marzo de 2007 y que participó por primera vez en las elecciones el año 2007.
No alcanzó la cláusula de barrera requerida por la ley en Islandia (que es de un 5% de los votos) para tener representantes en el Alþingi, aunque el partido continúa activo y se prepara para las próximas elecciones de 2009.

## Resultados electorales
| Año  | Votos      | %    | Escaños |
| ---- | ---------- | ---- | ------- |
| 2007 | 5.953 (#6) | 3,3% | 0/63    |